# Inăriță
Inărița (Acanthis flammea) este o pasăre paseriformă mică din familia Fringillidae. Se înmulțește ceva mai la sud decât inărița de tundră, tot în habitate cu tufișuri sau arbuști.

## Taxonomie
Inărița a fost menționată în 1758 de Linnaeus în cea de-a 10-a ediție a lucrării sale Systema Naturae sub numele binomial Fringilla flammea. Actualul nume de gen Acanthis provine din greaca veche akanthis, un nume pentru o pasăre mică, acum neidentificabilă, iar flammea este cuvântul latin pentru „de culoarea flăcării”.
Inărița a fost plasată anterior în genul Carduelis. Studiile filogenetice moleculare au arătat că inărița de tundră și inărița comună formează o linie distinctă, astfel încât cele două specii au fost grupate împreună în genul Acanthis.

## Galerie

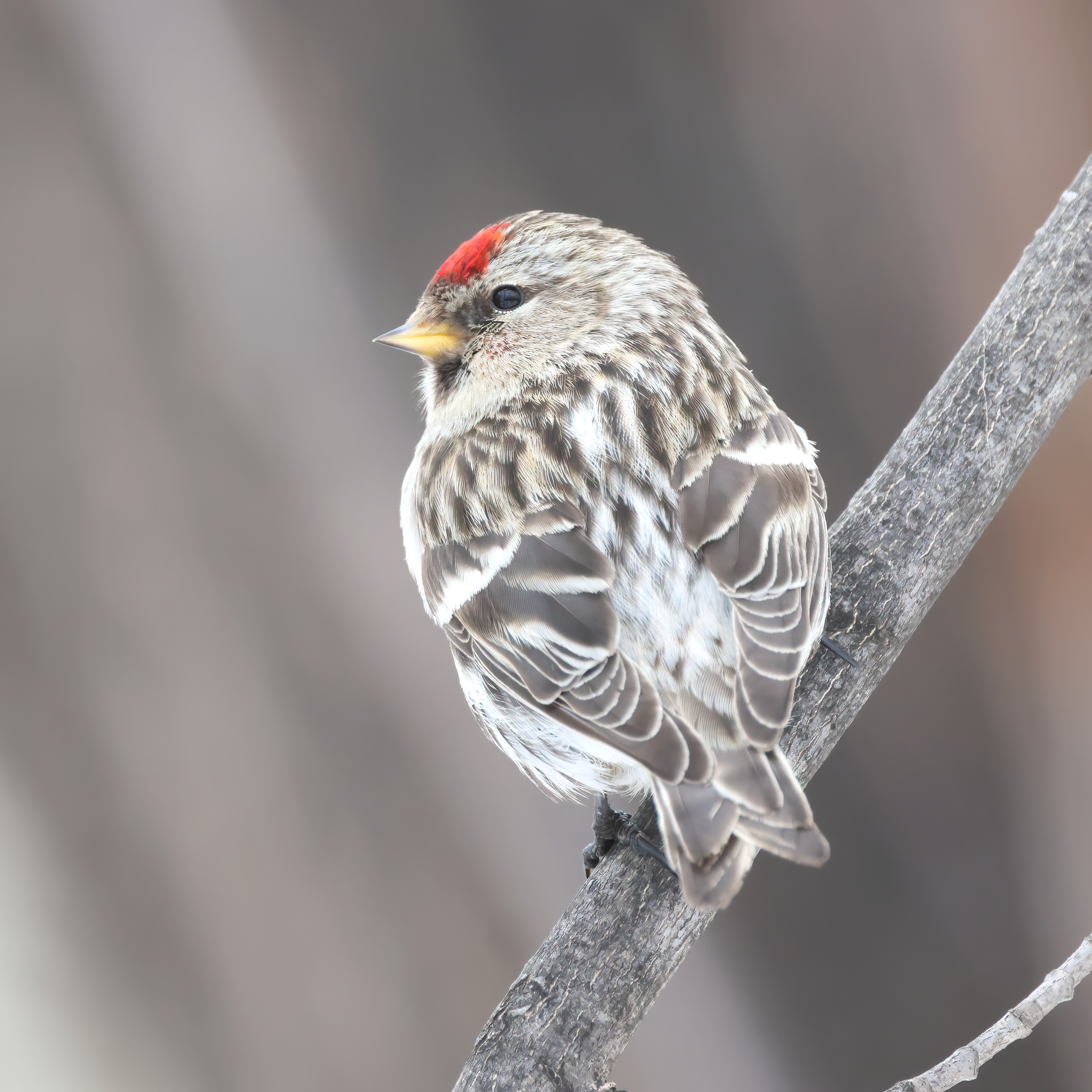
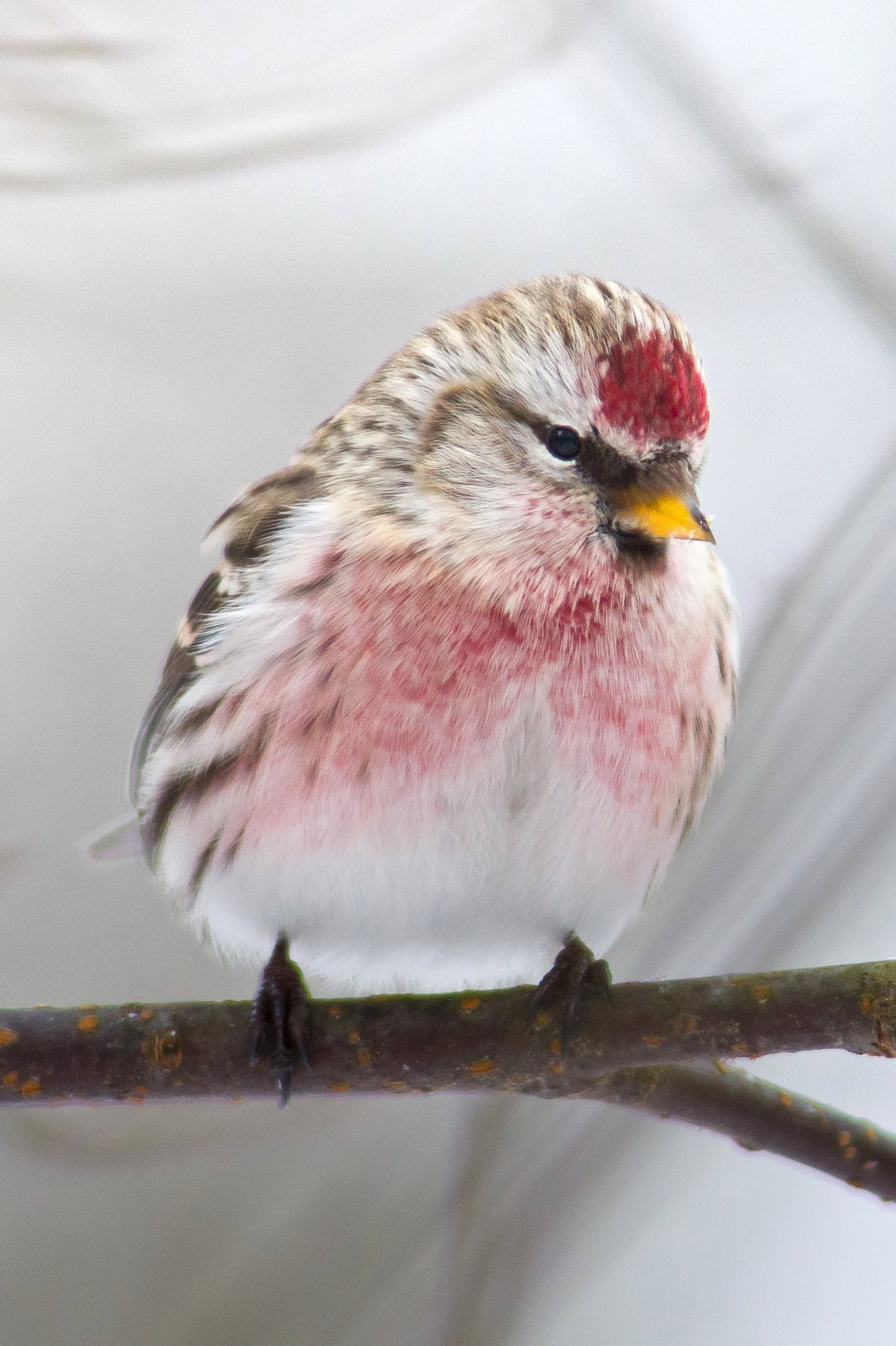
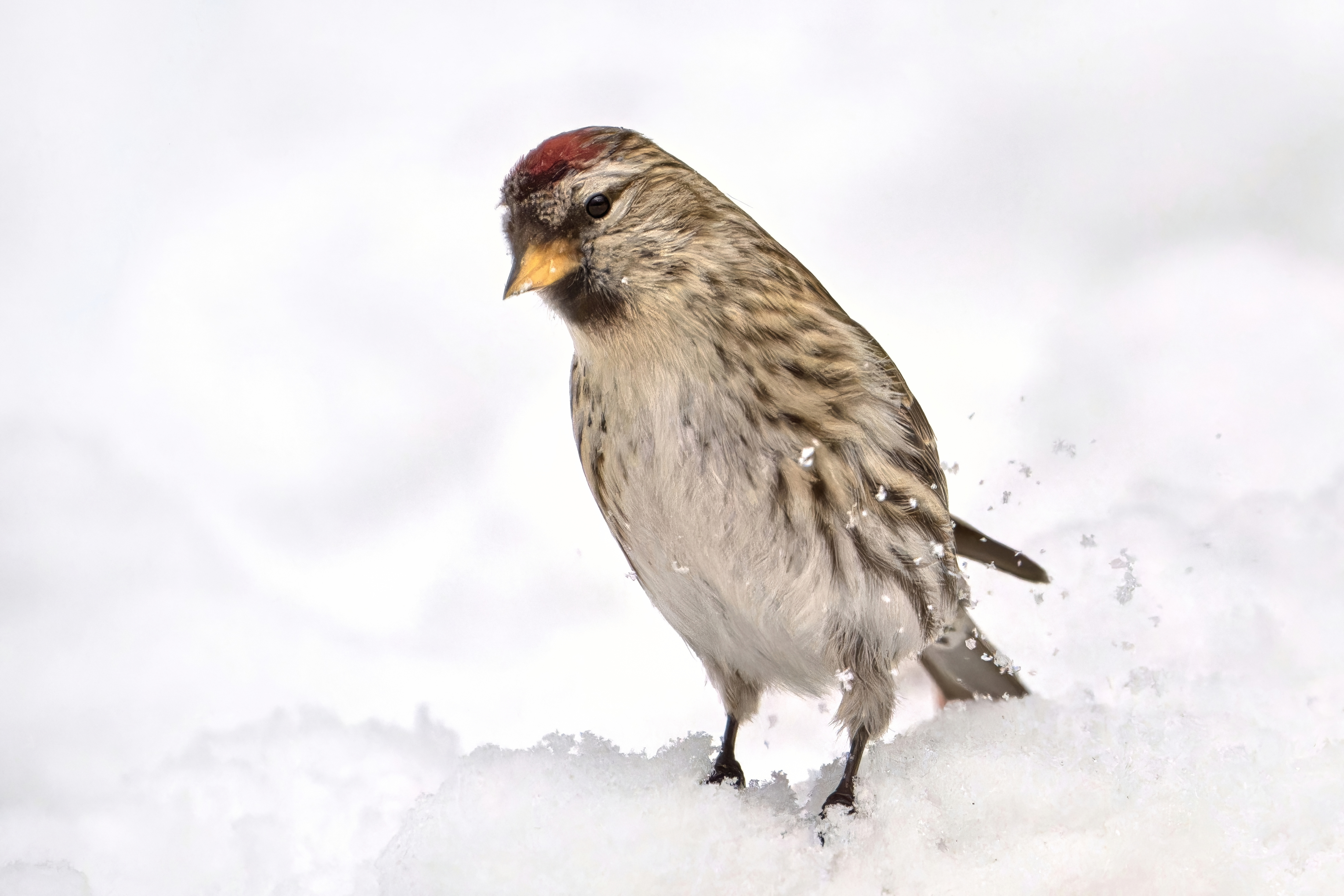
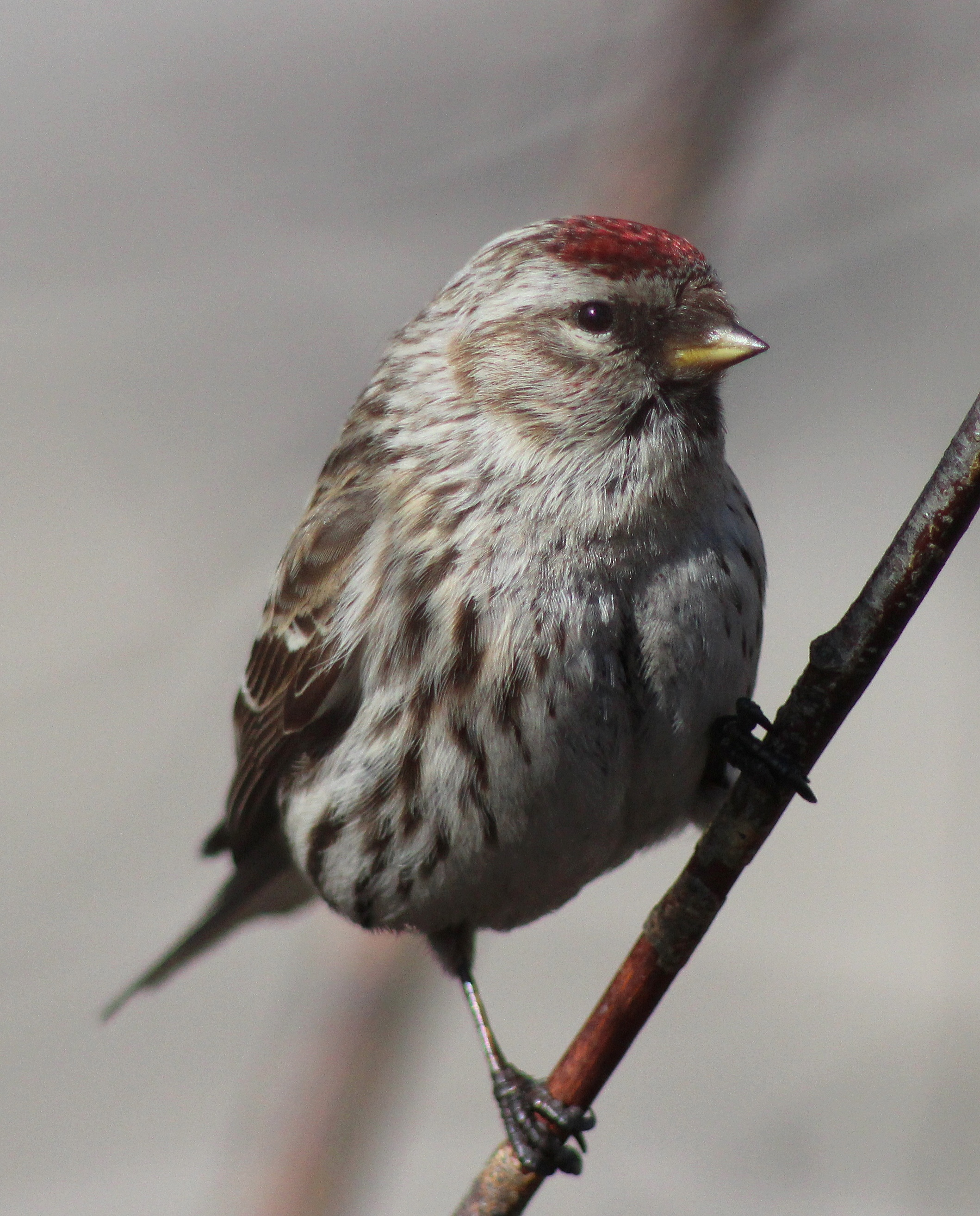
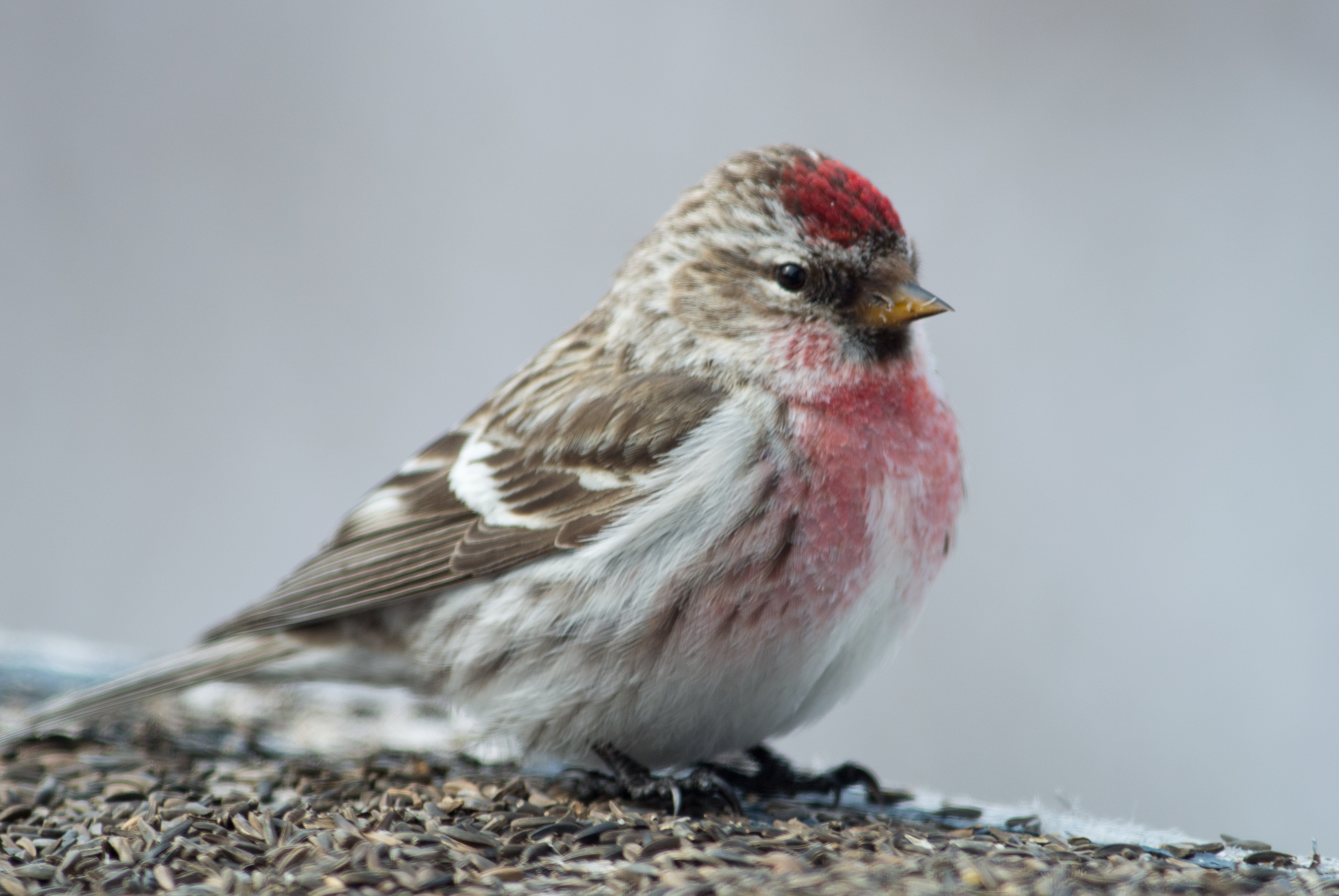